# اسپندارهای گل‌کوچک
اسپندارهای گل‌کوچک (نام علمی: Micranthocereus) نام یک سرده از کاکتوس‌ها از زمره اسپندارتباران است.